# خانه خانوادگی
خانه خانوادگی (به هندی: Ghar Parivar) فیلمی محصول سال ۱۹۹۱ و به کارگردانی مانوج پراساد است. در این فیلم بازیگرانی همچون راجش خانا، ریشی کاپور، موشومی چاترجی، میناکشی سشادری، شوما آناند، پریم چوپرا، آسرانی و بهارات بوشان ایفای نقش کرده‌اند.